# Sowin (przystanek kolejowy)
Sowin – przystanek osobowy w Sowinie, w województwie opolskim, w powiecie nyskim, w gminie Łambinowice, w Polsce.

## Ruch pasażerski
| Rok  | Wymiana pasażerska na dobę |
| ---- | -------------------------- |
| 2017 | 50-99                      |
| 2022 | 50-99                      |